# 狗展

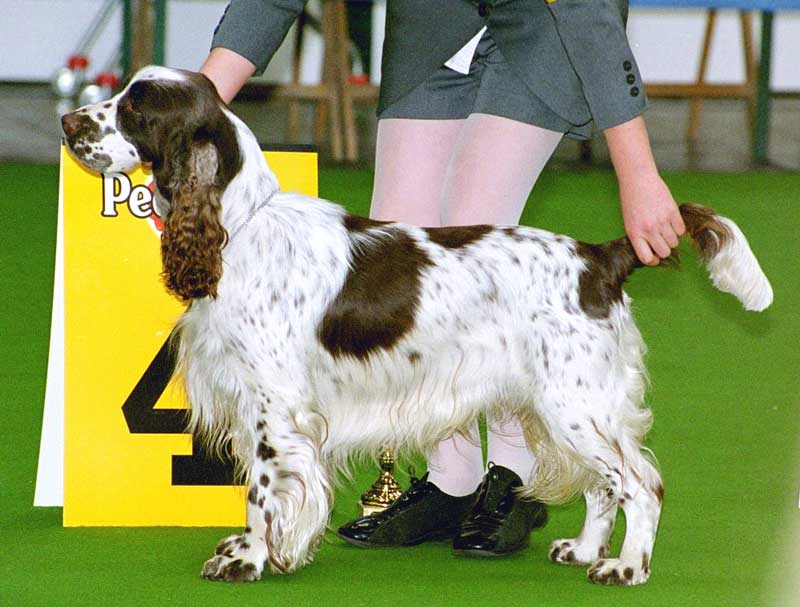
訓練員將狗擺放好以便評審觀看，這稱為手動站姿。

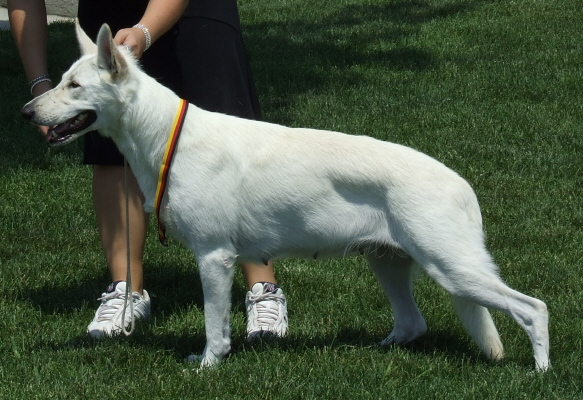
狗也可以自然站立展示，稱為「自我站姿」或「自由站姿」。

狗展是一種動物展覽，是一個展示狗隻的活動。外觀比賽（也稱為品種展）是一種犬展，評審熟悉特定犬種（特別是展示犬犬種），根據品種的品種標準評估個別純種狗的符合度。
狗展可以用來評估狗的繁殖目的。來自認可的國家育犬協會的外觀比賽冠軍通常被視為優秀的標誌。許多繁育者認為冠軍頭銜是繁殖的先決條件。一些批評者認為，這些比賽可能會鼓勵選擇性繁殖特徵，並降低基因多樣性。
第一個現代外觀比賽於1859年6月在英國泰恩河畔紐卡斯爾的紐卡斯爾市政廳舉行。

## 評審

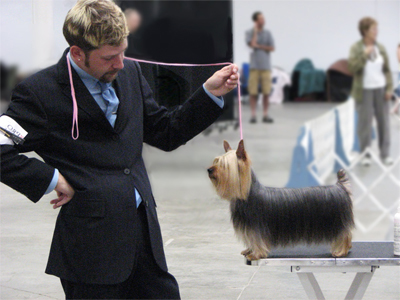
一位訓練員準備展示一隻澳大利亞絲毛梗。

外觀比賽不是狗與狗之間的比較，而是每隻狗與評審心目中理想的品種類型的比較，這些標準在各自的品種標準中有詳細描述。犬展評審試圖識別出最符合品種標準的狗。有些判斷必須是主觀的。例如，什麼是「完整的毛皮」或「愉快的態度」，這些品種標準中的描述可能會有不同的理解。
評審通常被認證為可以評審一個或多個品種，通常在同一犬種組中，但少數「全品種」評審可以評審大量的品種。

## 獲勝

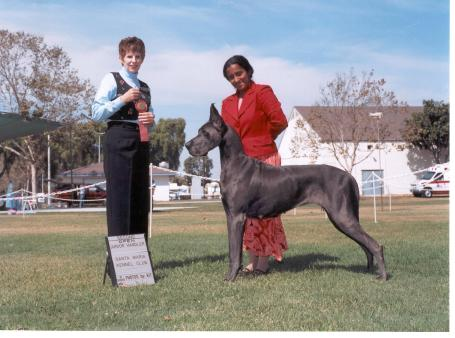
獲勝的狗由評審頒發獎品。

狗參加犬展以獲得積分或認證，進而競逐冠軍頭銜。英國犬業俱樂部，也被澳大利亞全國犬業俱樂部和其他國家採用，被認為是最難獲得冠軍頭銜的系統。國際犬業聯盟（FCI）贊助的國際展覽與其他展覽不同，狗首先會收到評審對其優點和缺點的書面描述，只有獲得高評價的狗才會與其他狗競爭；狗必須獲得四個國際世界犬展頒發的冠軍資格證書才能獲得冠軍資格；其中一個必須在狗的本國獲得，至少兩個在其他國家獲得，且需至少三位不同的評審。

## 批評

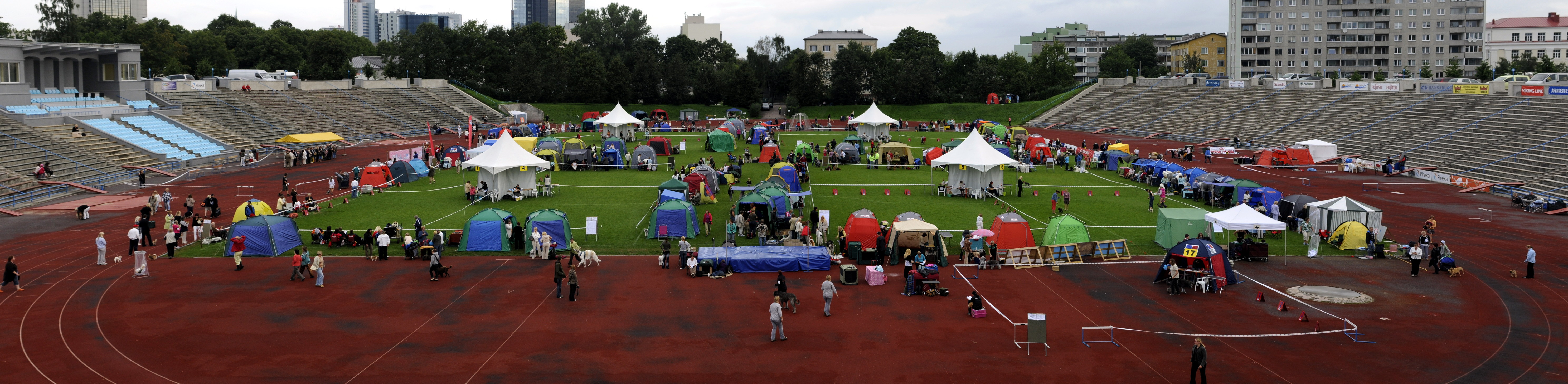
2009年在塔林舉行的波羅的海冠軍犬展

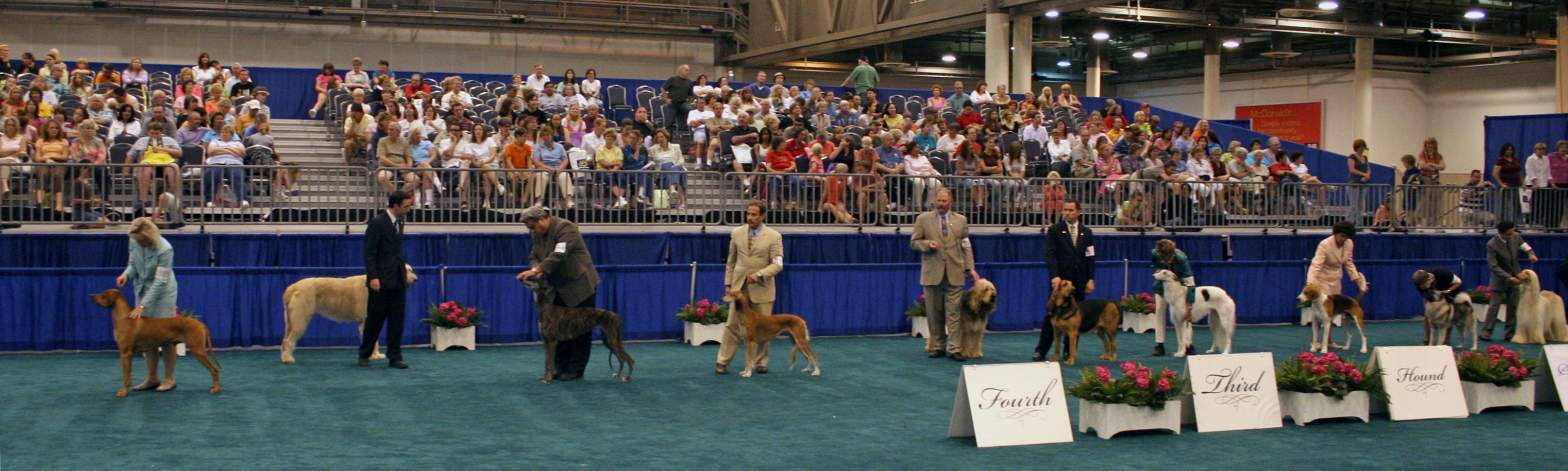
德克薩斯州休斯頓犬展上的部分AKC獵犬組

一些批評者認為，外觀比賽導致了僅根據外觀選擇繁殖犬，這被一些人視為對工作品質的損害，最壞的情況下，被認為是對優生學的推廣。 這些比賽因鼓勵繁殖對狗有害的特徵而受到批評。例如，2003年在英國最著名的犬展中獲勝的北京犬在獲勝後需要躺在冰袋上拍照，因為它無法順利呼吸來有效地冷卻過熱的身體。 繁殖選擇性特徵會減少基因多樣性，這可能會給狗帶來一些健康問題。

## 另見
- 冠軍狗
- 少年犬隻展示
- 專業狗展
- 狗健康
- 純種犬
- 世界最醜狗大賽

## 外部連結
- 新的犬舍俱樂部規定和品種標準方向 （页面存档备份，存于） – 加拿大獸醫期刊